# Église Saint-Riquier de Liercourt
L'église Saint-Riquier de Liercourt est une église catholique située à Liercourt, dans le département de la Somme, à l'est d'Abbeville, en France.

## Historique
La construction de l'édifice remonte au XVe siècle. L'église est protégé au titre des monuments historiques : classement par arrêté du 20 juillet 1908.

## Caractéristiques
L'église est construite en pierre selon un plan basilical traditionnel. On pénètre à l'intérieur par une porte latérale décorée d'une archivolte et d'une niche qui abrite la statue de saint Riquier sous laquelle a été sculpté, fin XVe -début XVIe siècle, un  blason à trois fleurs de lis tenu par deux anges. 
À l'intérieur, elle conserve des stalles, un banc d'œuvre de 1588, des fonts baptismaux moulurés, des corniches en bois dans la nef et les bas-côtés. Les extrémités des solives du bas côté droit sont sculptées, on reconnaît : saint Quentin, saint Sébastien et saint Riquier. Les culs-de-lampe du XVIe siècle, de l'abside et de la chapelle Notre-Dame sont sculptés, on reconnaît : le Christ bénissant, la Trinité, le Père éternel tenant son fils attaché sur la croix, le Saint-Esprit dans sa barbe.